# Пальмова оранжерея (Відень)

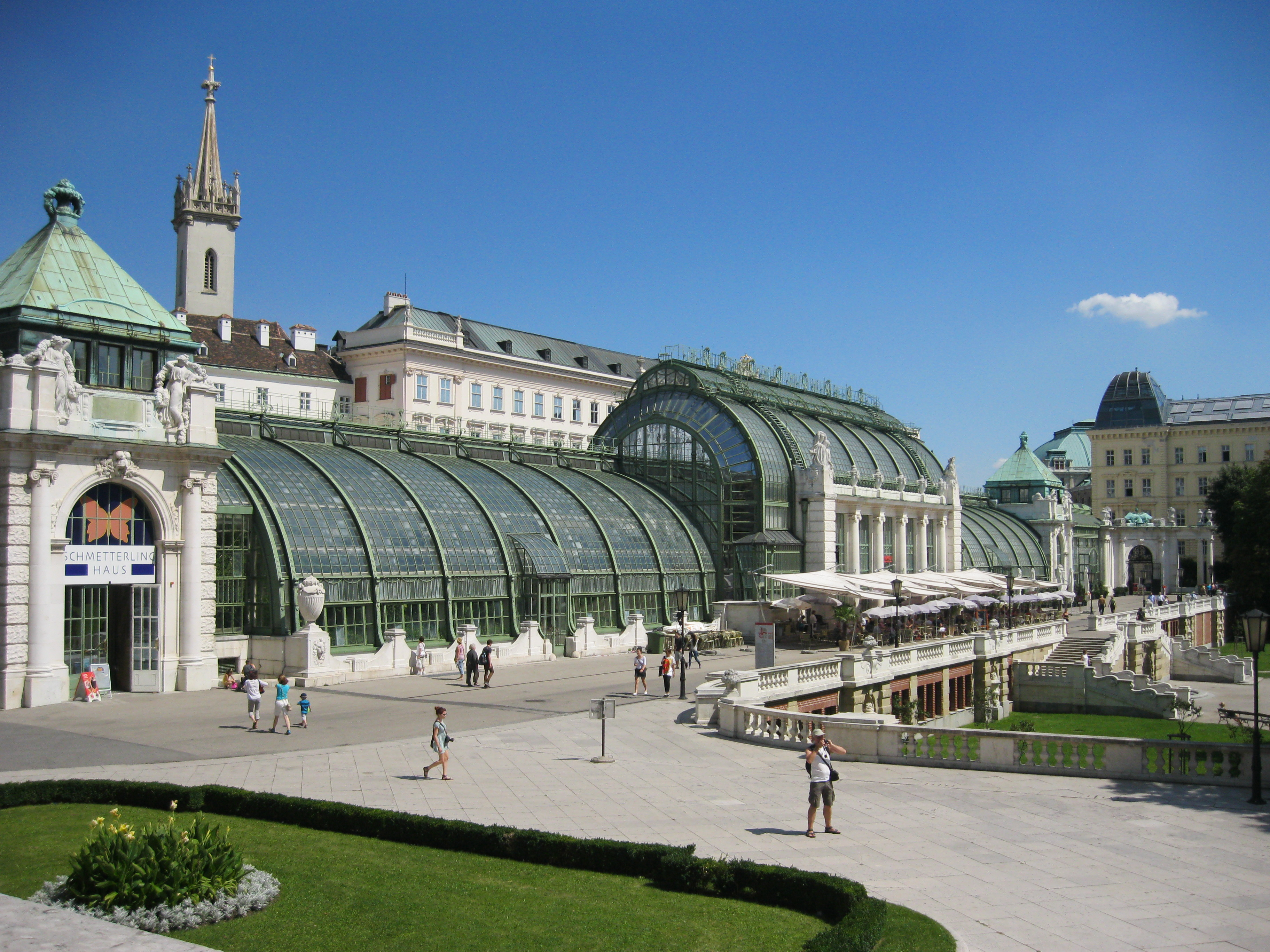
Пальмова оранжерея в Бурггартені є популярним місцем зустрічей влітку

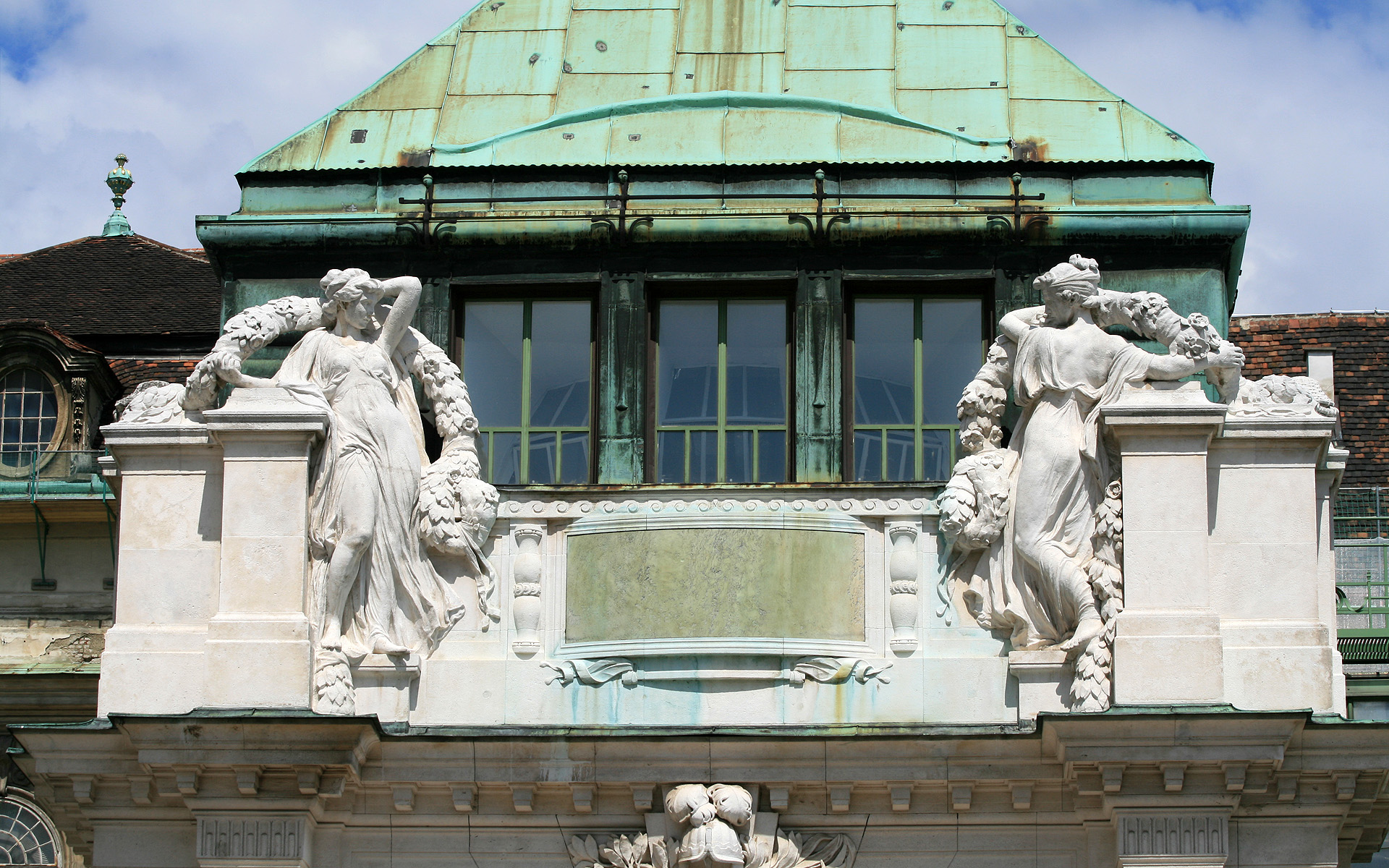
Деталь фасаду в стилі модерн

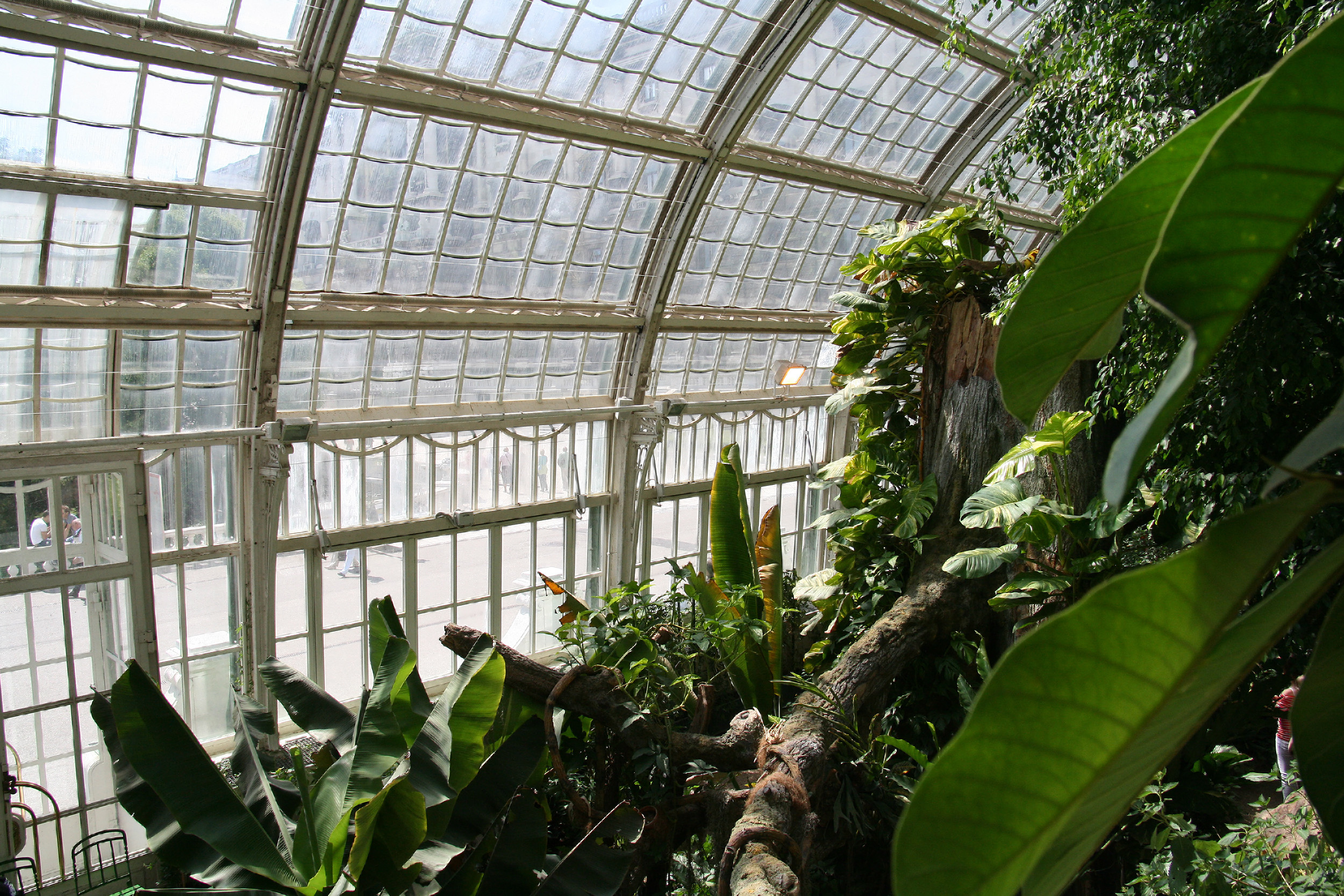
Внутрішній вигляд будинку метеликів

Пальмова оранжерея (також: Glashaus) — будівля у 1-му   Районі Відня, (Іннере-штадт). Розташована поблизу Бурггартену, біля Альбертіни та Державної опери. Має довжину 128 метрів, площа 2 050 м².
Перша теплиця в стилі класицизму була побудована у 1823—1826 роках. Проєкт Людвіга фон Ремі був виконаний за зразком оранжереї в Шенбрунні. З тилу будівля примикала до тогочасної Віденської міської стіни. Після того, як теплиця була знесена, в 1902—1906 роках була розроблена нова будівля під впливом модерну, спроєктована придворним архітектором Фрідріхом Оманом. Декор центральної частини (вази, жіночі фігури з вінками, скульптури дітей) — скульптора Йосефа Вацлава Мисльбека.
У 1988 році будівлю було закрито з міркувань безпеки. З 1996 по 1998 роки тривав капітальний ремонт, який коштував 13 мільйонів євро. У 1998 році Пальмову оранжерею було нарешті відкрито. Центральна частина використовується для закладів громадського харчування, ліве крило — Будинок метеликів, праве крило — оранжерея Австрійських федеральних садів.